# Cours (Lot i Garonna)
Cours – miejscowość i gmina we Francji, w regionie Nowa Akwitania, w departamencie Lot i Garonna.
Według danych na rok 1990 gminę zamieszkiwało 205 osób, a gęstość zaludnienia wynosiła 18 osób/km² (wśród 2290 gmin Akwitanii Cours plasuje się na 972. miejscu pod względem liczby ludności, natomiast pod względem powierzchni na miejscu 976.).